# Arthur Edward Waite
 (juillet 2007).
Si vous disposez d'ouvrages ou d'articles de référence ou si vous connaissez des sites web de qualité traitant du thème abordé ici, merci de compléter l'article en donnant les références utiles à sa vérifiabilité et en les liant à la section « Notes et références ».
Arthur Edward Waite (2 octobre 1857 - 19 mai 1942) est un poète, franc-maçon et occultiste américano-britannique.

## Biographie
A.E. Waite intégre l’Ordre hermétique de la Golden Dawn en 1891 et la Societas Rosicruciana in Anglia en 1902, il est initié en franc-maçonnerie cette même année. Lorsqu'il devient Grand Maître de l'Ordre en 1903, changeant son nom en Holy Order of the Golden Dawn, de nombreux membres rejetèrent ses idées sur la primauté du mysticisme sur la magie, et un groupe rival, l'Etoile du Matin, fit sécession sous l'impulsion de William Butler Yeats. La Golden Dawn, devenue le Saint Ordre de l'aube dorée, fut déchirée par nombre de conflits internes jusqu'au départ de Waite en 1914. 
Waite fut un auteur prolifique de textes occultes ayant pour thèmes la divination, le rosicrucisme, la franc-maçonnerie, la magie noire et cérémonielle (goétie et théurgie), la Kabbale et l'alchimie ; il a également traduit et re-publié plusieurs ouvrages mystiques et alchimiques. Son travail sur le Saint Graal, influencé par son amitié avec Arthur Machen, est remarquable. Certains de ces livres non encore imprimés, tels que le Book of Ceremonial Magic, The Holy Kabbalah, et la New Encyclopedia of Freemasonry, le furent récemment.
Waite est surtout connu pour avoir été le cocréateur du jeu de tarot dit Rider-Waite-Smith, Waite-Smith ou Rider-Waite, largement utilisé dans le monde anglo-saxon principalement à des fins divinatoires, et l'auteur du manuel d'accompagnement dudit jeu, Pictorial Key to the Tarot. Pour concevoir ce jeu, il a collaboré avec l'artiste symboliste Pamela Colman-Smith, elle aussi membre de la Golden Dawn. Le Waite-Smith est connu pour être l'un des premiers tarots dont les 78 lames sont entièrement illustrées, contrairement à presque tous les jeux traditionnels où seules les 22 arcanes majeures le sont. Le tarot Rider-Waite a été mis pour la première fois en vente en 1910.

### Œuvres
- Israfel: Letters, Visions and Poems, Londres, Allen, 1886.
- The Mysteries of Magic. A digest of the writings of Eliphas Lévi (1886)
- The real history of the Rosicrucians (1887), Adamant Media Corporation, 2005, 456 p.
- Handbook of Cartomancy (1889) : Manual of Cartomancy and Occult Divination, Kessinger, 1994, 264 p.
- The occult sciences. A Compendium of Transcendental Doctrine & Experiment (1891), Kessinger, 2011, 285 p.
- The Hidden Church of the Holy Grail: Its Legends and Symbolism Considered in Their Affinity with Certain Mysteries of Initiation and Other Traces of a Secret Tradition in Christian Times (1909), Amsterdam, the Netherlands:Fredonia Books, 2002.  (ISBN 1589639057).
- The picturial key to the Tarot (1910), Kessinger, 2003, 348 p. Dessins de Pamela Colman.
- The Secret Tradition in Freemasonry (1911), Kessinger, 2002, 476 p.
- The way of divine union (1915)
- A New Encyclopaedia of Freemasonry (Ars Magna Latomorum) and of Cognate Instituted Mysteries: Their Rites, Literature, and History (1921), New York:Wings Books, 1994.  (ISBN 0517191482).
- The secret tradition in alchemy (1926), Kessinger, 1997, 440 p.
- The Holy Grail. Its legends and symbolism (1933), Dover, 2006, VII-624 p.
- Shadows of Life and Thought (1938), Londres, Selwyn and Blount.  Mémoires.
- The alchemical papers of Arthur Edward Waite, Nocalore Press, 1938
- Hermetic papers of A. E. Waite, édi. par R. A. Gilbert, 1987
- The Book of ceremonial magic. The secret tradition in Goëtia, Londres, Kegan Paul, 2005, XLIV-336 p.
- Inner and Outer Order Initiations of the Holy Order of the Golden Dawn, Canada, Ishtar Publishing, 2005, 328 p.  (ISBN 0-9735931-7-2).
- White Magic and the Evocation of the Spirits of Elements, Kessinger, 2005, 48 p.
- Black Magic and the Evocation of Demons, Kessinger, 2005, 48 p.
- The Art of Invoking Spirits in the Crystal, Kessinger, 2006, 20 p. Extrait de Manual of Cartomancy and Occult Divination, Kessinger, 1994, 264 p.

### Études sur Arthur Edward Waite
- (en) Robert A. Gilbert, A. E. Waite. Magician of Many Parts, Wellingborough, 1987.  (ISBN 1-85274-023-X)
- (en) Ronald Decker, Michael Dummett: A History of the Occult Tarot 1870–1970, Duckworth, London 2002,  (ISBN 0-7156-3122-5)
- Roger Dachez, Arthur Edward Waite (1857-1952) ou l'occultisme érudit, in: De Sable et de Cendres. Images, Hommes, Traditions XVIe-XXe siècles, Musée de la franc-maçonnerie-GODF, Paris, 2025, p. 101- 115.  (ISBN 978-2-494788-12-1)